# M-506
La M-506 es una carretera y autovía autonómica de la Comunidad de Madrid (España). Une las autovías y autopistas A-3, A-4, R-4, A-42, R-5, A-5 y M-501. El último tramo, entre la A-5 y la M-501 parte de la antigua M-501 (M-501a) entre Villaviciosa de Odón y Alcorcón, la cual al ser construida hasta la M-40 por el municipio de Boadilla del Monte dejó de tener dicha denominación. Solo separan los 38,3 kilómetros de la autovía y 16,7 kilómetros de carretera, por lo que en la actualidad, no existe el proyecto del futuro desdoblamiento de la carretera M-506 entre San Martín de la Vega y Arganda del Rey.

## Características
La M-506 bordea los municipios de San Martín de la Vega, Pinto, Fuenlabrada, Móstoles y Villaviciosa de Odón y es exterior a la M-50. 
El tramo Pinto-San Martín de la Vega fue construido con motivo de la inauguración del Parque temático dedicado a la Warner Bros., llamado Parque Warner Madrid, con el que tiene una salida directa al Camino de la Warner que da acceso al parque, fue inaugurado en el año 2002. El resto de los tramos entre Villaviciosa de Odón y Pinto fueron construidos en los años 80 y años 90 del siglo XX.
Sus tramos más problemáticos son los siguientes:
- En su intersección con la A-42 (Fuenlabrada-Polígono Los Gallegos), donde a través de una glorieta y un puente la enlaza con esta autovía.
- En su intersección con la M-405 y la M-413 (Fuenlabrada), que son dos enlaces muy próximos, donde dos puentes, una curva, y la proximidad de glorietas en las salidas hacen este tramo extremadamente peligroso. Estas conexiones han mejorado notablemente con la construcción de un gran puente que evita los dos puentes antiguos y que fue puesto en servicio en febrero de 2008.
- A la altura de Alcorcón tiene su enlace con la A-5, con la M-50 y con la zona comercial Parque Oeste, donde los fines de semana se producen grandes retenciones en los accesos a los centros comerciales.

## Tráfico
Los tramos con mayor intensidad circulatoria se sitúan en el término municipal de Fuenlabrada, con un tráfico entre 45.000 y 50.000 vehículos diarios. Es la cuarta carretera con más tráfico de las gestionadas por la Comunidad de Madrid, tras la M-607, la M-45 y la M-503.
El detalle de la intensidad media diaria del año 2012 es el siguiente:
| KM     | Intensidad media diaria | % Vehículos pesados | Ubicación del P.K. de medición                                       |
| ------ | ----------------------- | ------------------- | -------------------------------------------------------------------- |
| 1,170  | 24.889                  | 4,18                | Variante de Villaviciosa de Odón                                     |
| 4,950  | 34.733                  | 6,57                | Entre la intersección con M-506 y Villaviciosa de Odón               |
| 6,040  | 33.415                  | 4,29                | En M-50 y enlace A-5                                                 |
| 8,990  | 42.497                  | 5,36                | Variante sur de Móstoles                                             |
| 14,350 | 39.173                  | 7,99                | Entre intersección con M-413 e intersección con M- 407 (Fuenlabrada) |
| 18,800 | 46.669                  | 9,48                | Entre la Variante Este de Fuenlabrada e intersección con M-405       |
| 19,600 | 48.550                  | 18,85               | Entre la intersección con A-42 y la Variante Este de Fuenlabrada     |
| 23,660 | 22.953                  | 4,68                | Entre la intersección con A-42 y M-408 (Pinto)                       |
| 27,130 | 32.843                  | 14,59               | Entre M-408 y A-4                                                    |
| 32,150 | 10.646                  | 9,82                | Entre A-4 y Parque Temático                                          |
| 36,910 | 13.336                  | 9,55                | Entre San Martín de la Vega y la intersección con M-841              |
| 39,220 | 4.805                   | 15,75               | Variante de Pinto                                                    |
| 40,780 | 5.714                   | 13,74               | Entre San Martín de la Vega y la intersección con M-302              |
| 43,700 | 3.696                   | 13,99               | Entre las intersecciones con M-311 y M-302                           |
| 51,800 | 3.451                   | 22,02               | Entre A-3 y la intersección con M-311                                |

## Tramos (autovía)
| Denominación | Tramo | km          | Año servicio                                                                         |
| ------------ | --- | ----------- | ------------------------------------------------------------------------------------ |
| M-506        | Villaviciosa de Odón Oeste M-501 - Rotonda Campodón (Villaviciosa de Odón Sureste) Tramo original: Villaviciosa de Odón Oeste M-501 - Avenida de Villaviciosa (Villaviciosa de Odón Sur) Tramo sin intersección con la M-501 Intersección y nudo M-501                                                                       | 4,2 5 1     | 1 carril por sentido: 1991 2 carriles por sentido: 1999 2 carriles por sentido: 2001 |
| M-506        | Variante de Móstoles Tramo original: Rotonda Campodón (Villaviciosa de Odón Sur) - Polígono industrial Regordoño (Móstoles Este) Subtramo: Rotonda Campodón (Villaviciosa de Odón Sur) - Avenida de Móstoles (Móstoles Norte) Subtramo: Avenida de Móstoles (Móstoles Norte) - Polígono industrial Regordoño (Móstoles Este) | 5,3 2,5 2,5 | 1 carril por sentido: 1986 2 carriles por sentido: 1995 2 carriles por sentido: 1997 |
| M-506        | Variante de Fuenlabrada Subtramo: Polígono industrial Regordoño (Móstoles Este) - Fuenlabrada Sur M-405 Subtramo: Fuenlabrada Sur M-405 - Polígono industrial Cobo Calleja A-42 | 5,9 5       | 1987 1991                                                                            |
| M-506        | Polígono industrial Cobo Calleja A-42 - Pinto Oeste M-408 | 3,7         | ¿Años 80?                                                                            |
| M-506        | Variante de Pinto Tramo: Pinto Oeste M-408 - Pinto Sur A-4 | 3,5         | 1993                                                                                 |
| M-506        | Pinto Sur A-4 - San Martín de la Vega Oeste | 9,5         | 2002                                                                                 |